# Granatwerfer

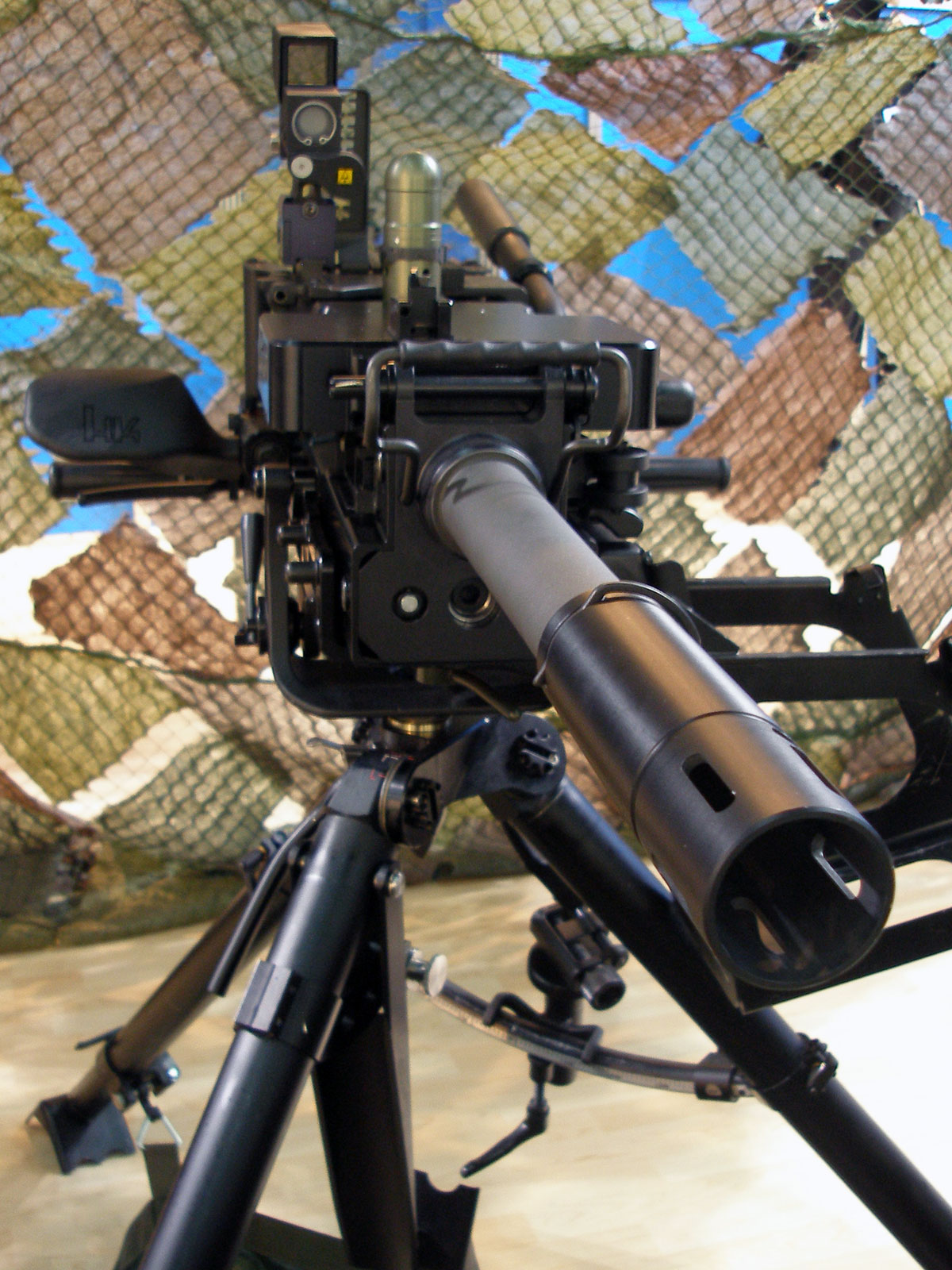
GMW 40 mm (GraMaWa) der Bundeswehr

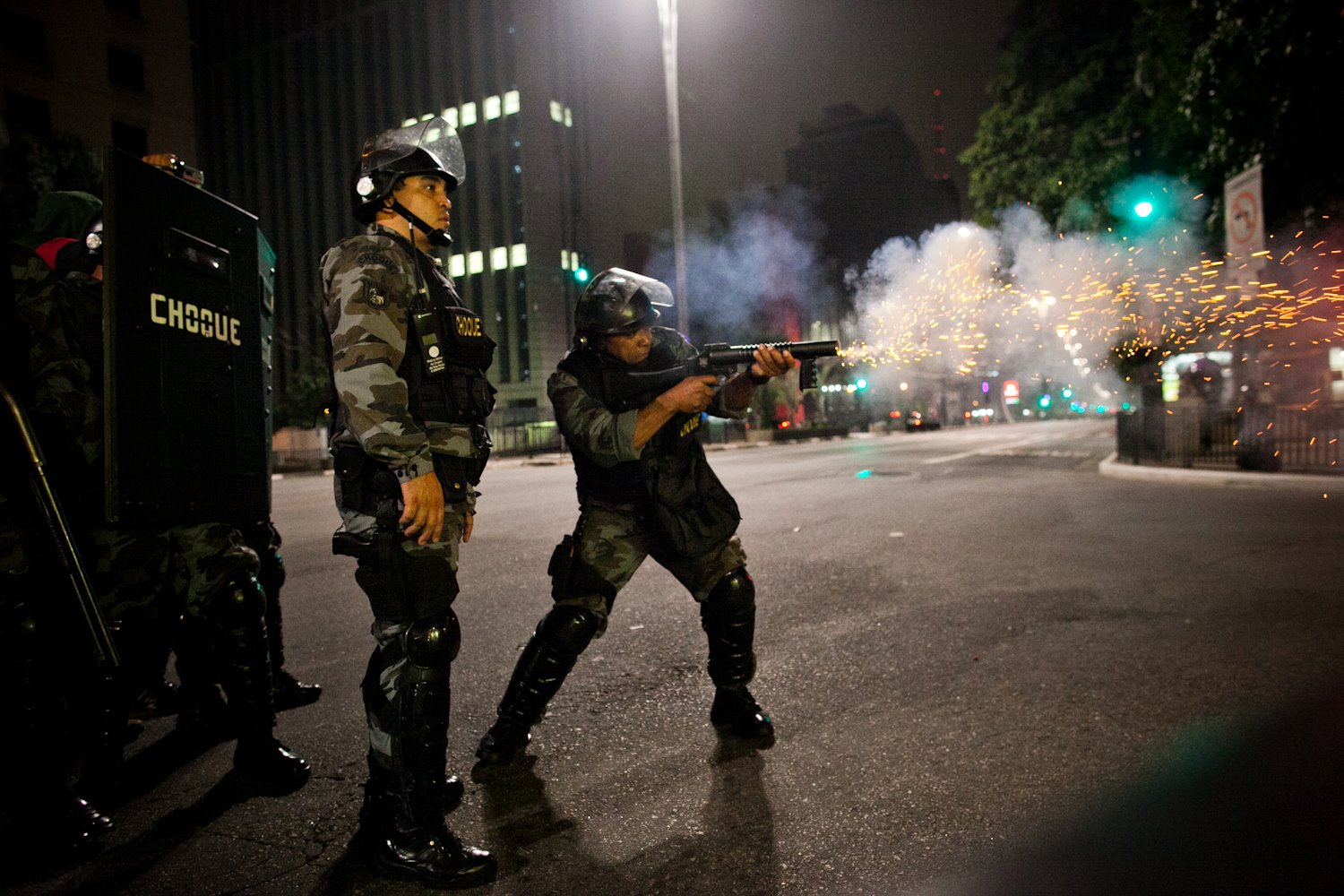
Granatwerfer zum Verschießen von Tränengasgranaten

Ein Granatwerfer ist eine Granatwaffe, die Granaten in größere Entfernung wirft, als es mit der Hand möglich wäre (siehe Handgranaten). 

## Historie des Begriffs
Nach dem Zweiten Weltkrieg wurden vor allem in den USA handgeführte Granatwerfer (Grenade Launcher, engl. für Granatwerfer) entwickelt, welche die Lücke zwischen Handgranate und Mörser füllen sollten, zum Beispiel der M79-Granatwerfer. Weitere Entwicklungen erfolgten in allen Armeen, so auch in Deutschland, wobei die englische Bezeichnung wörtlich ins Deutsche übersetzt übernommen wurde. Mit der Einführung dieser Waffen im deutschsprachigen Raum überschnitten sich diese Bezeichnungen mit denen der Steilfeuergeschütze der Infanterie. Daher wurde der Begriff Mörser, früher nur für großkalibrige Steilfeuerwaffen verwendet, auf die bisher Granatwerfer genannten Waffen übertragen und mit Granatwerfer die hier beschriebenen Waffen bezeichnet.

## Abgrenzung
Es gibt Einzelschuss-, halbautomatische und automatische Granatwerfer, die entweder als eigenständige Handfeuerwaffe geführt, als Anbauwaffe an ein konventionelles Sturmgewehr montiert oder auf einem Dreibein, einer Drehringlafette oder fernbedienbaren Waffenstation als schwere Infanteriewaffe benutzt werden. Allen gemeinsam ist der Verschuss von Kalibergeschossen aus einem Abschussrohr in einer ballistischen Flugbahn. Auch die Granatpistolen gehören zur Gruppe der Granatwerfer, da sie eigenständige Schusswaffen darstellen und nur zum Zweck des Verschießens von Granaten gebaut werden. Die Bezeichnung Pistole leitet sich vor allem aus den kompakten Abmessungen ab. In den Anfängen ihrer Entwicklung wurden teilweise auch Überkalibergeschosse verschossen. 
Gewehrgranaten sind keine Rohrmunition, sondern Überkalibergeschosse, die von der Mündung einer Handfeuerwaffe verschossen werden. Manchmal ist dazu ein Aufsatz, das Gewehrgranatgerät, welches auf der Mündung befestigt wird, notwendig. Gewehrgranaten wurden bereits vor dem Zweiten Weltkrieg entwickelt.

## Technik

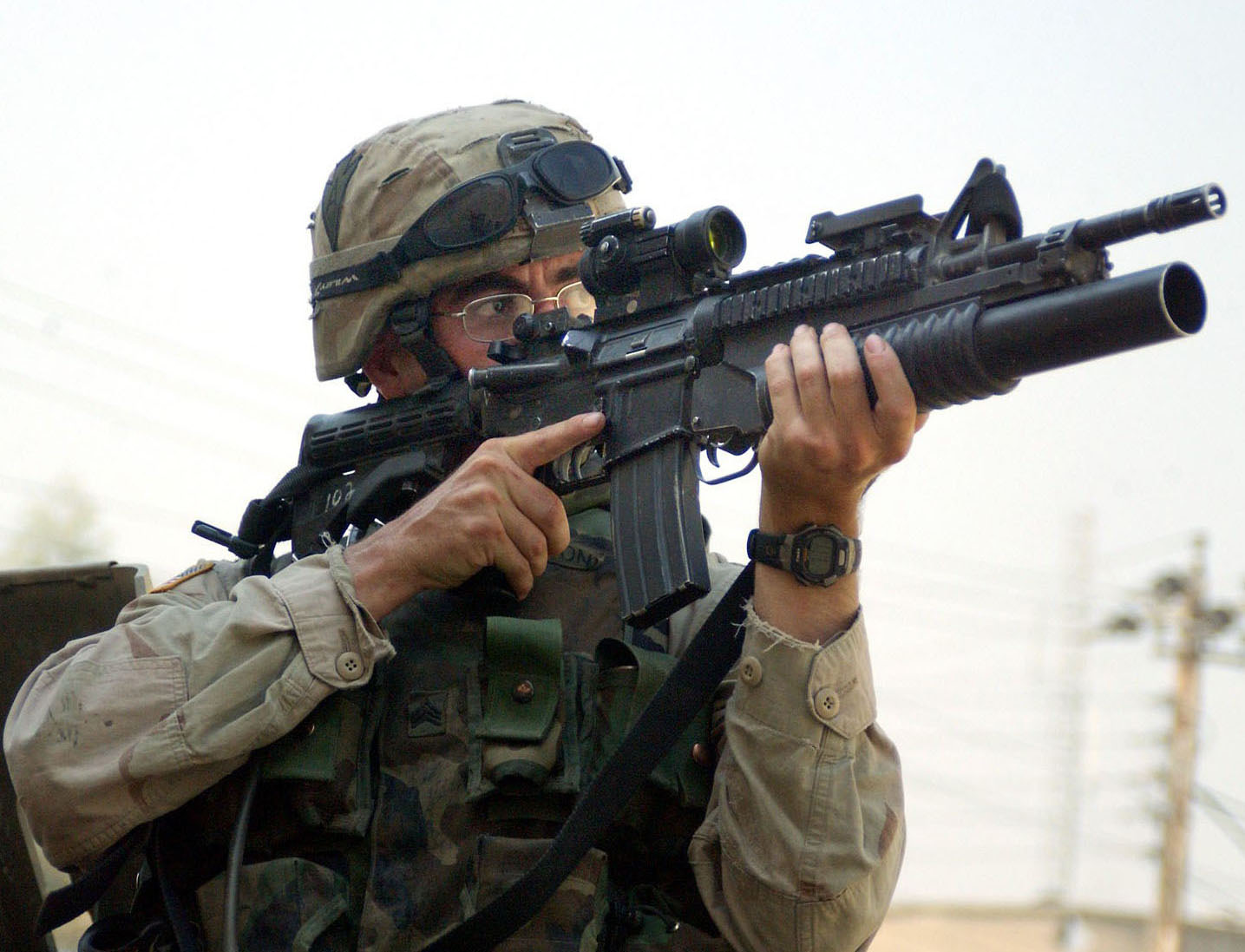
M4 mit Unterlaufgranatwerfer M203

Granatwerfer verschießen Granaten im „Hochdruck-Niederdruck-System“. Die Treibladung wird dabei in einer besonders dickwandigen Kartusche untergebracht, in der sie nach der Zündung verbrennt und hohen Druck erzeugt. Die entstehenden Gase strömen über enge Kanäle aus der Kammer, wobei sich ihr Druck deutlich vermindert. Erst danach treiben sie die Granate mit relativ geringer Mündungsgeschwindigkeit aus dem Lauf, bei handgeführten Granatwerfern mit typischerweise etwa 75–80 m/s. Automatische Granatwerfer auf Dreibein verschießen Granaten mit einer wesentlich stärkeren Treibladung mit 210–240 m/s, da der Rückstoß nicht vom Schützen aufgefangen werden muss.
Als Kaliber hat sich in der NATO die 40-mm-Granate durchsetzen können. Postsowjetische Staaten verwenden die Kaliber 30 und 40 mm.

## Arten

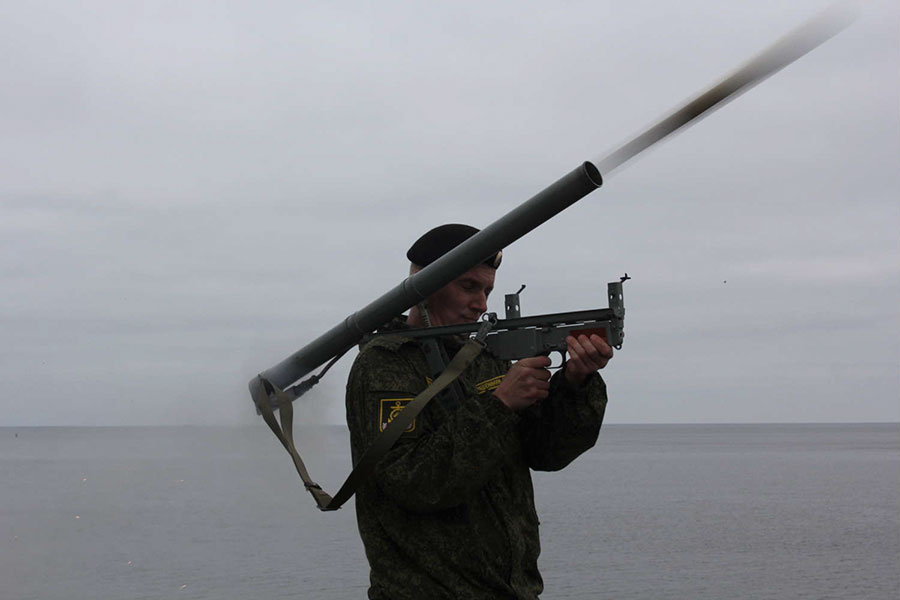
Antisabotagegranatwerfer DP-61 zur Abwehr von Kampfschwimmern

Die ersten Granatwerfer waren eigenständige Handfeuerwaffen, welche nur zu diesem Zweck gebaut wurden (zum Beispiel der M79). Der Nachteil war, dass der Schütze sich mit dieser Waffe nicht verteidigen konnte und eine zweite Waffe mitführen musste. Aus diesem Grund wurden Anbauwaffen entwickelt, die an normalen Sturmgewehren befestigt werden konnte (zum Beispiel der M203). Der Schütze ist damit in der Lage, Granaten im Einzelschuss abzufeuern sowie mit seinem Sturmgewehr Projektile zu verschießen. Solche Waffen werden auch als Unterlauf-Granatwerfer bezeichnet, da sie meist unter den Lauf der Schusswaffe anmontiert werden.
Später wurden halbautomatische Granatwerfer wie der südafrikanische Milkor MGL entwickelt, im Prinzip ein auf ein sehr großes Kaliber vergrößerter Revolver. Häufig eingesetzt werden seit dem Vietnamkrieg auch automatische Granatwerfer (zum Beispiel der Mk 19). Sie sind jedoch keine Maschinenkanonen. Die automatischen Granatwerfer verschießen Granaten mit stärkerer Treibladung in größere Entfernungen als die handgeführten Varianten und erreichen Kadenzen von 320 Schuss pro Minute.

## Beispiele
| Name          | Herstellerland | Typ                          | Kaliber mm | Kadenz rpm       | V0 m/s | Waffengewicht kg |
| ------------- | -------------- | ---------------------------- | ---------- | ---------------- | ------ | ---------------- |
| SSW40         | Deutschland    | eigenständige Waffe          | 40         | automatisch, 300 | 120    | 4                |
| HK69          | Deutschland    | eigenständige Waffe          | 40         | Einzelschuss     | 79     | 2,3              |
| M79           | USA            | eigenständige Waffe          | 40         | Einzelschuss     | 76     | 2,7              |
| Milkor MGL    | Südafrika      | eigenständige Waffe          | 40         | Halbautomat      | 75     | 6                |
| HK AG36       | Deutschland    | Anbauwaffe unter Sturmgewehr | 40         | Einzelschuss     | 70     | 1,5              |
| GP-30         | Russland       | Anbauwaffe unter Sturmgewehr | 40         | Einzelschuss     | 76     | 1,3              |
| M203          | USA            | Anbauwaffe unter Sturmgewehr | 40         | Einzelschuss     | 71     | 1,4              |
| Mk 18         | USA            | Repetiergranatwerfer         | 40         | 100–200          | 70     | 8,6              |
| AGS-17 Plamja | Russland       | automatischer Granatwerfer   | 30         | 400              | 185    | 35               |
| HK GMW        | Deutschland    | automatischer Granatwerfer   | 40         | 350              | 241    | 29               |
| Mk 19         | USA            | automatischer Granatwerfer   | 40         | 400              | 241    | 33               |
| Howa Typ 96   | Japan          | automatischer Granatwerfer   | 40         | 300              | 240    | 24,5             |

## Einsatz

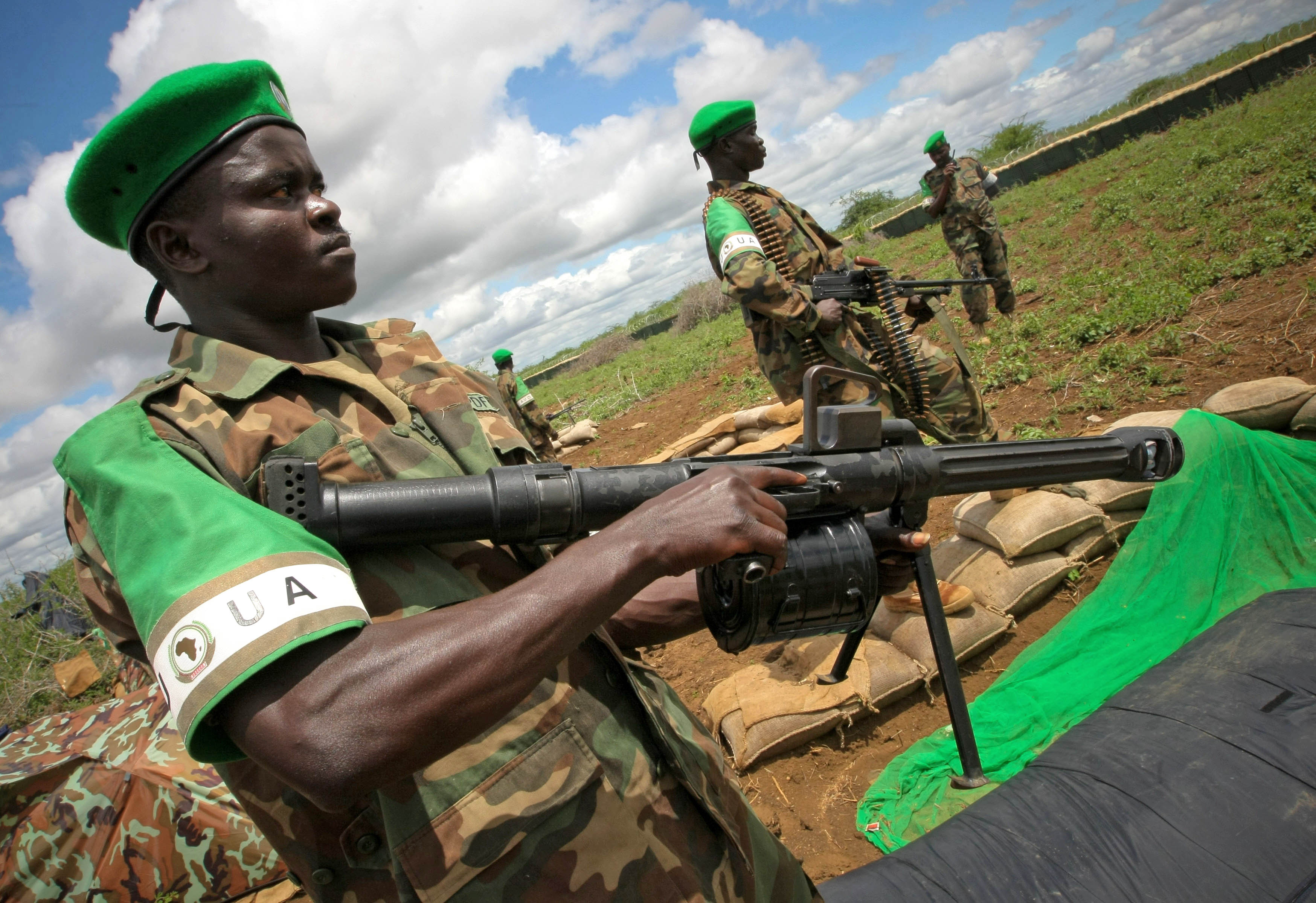
QLZ87

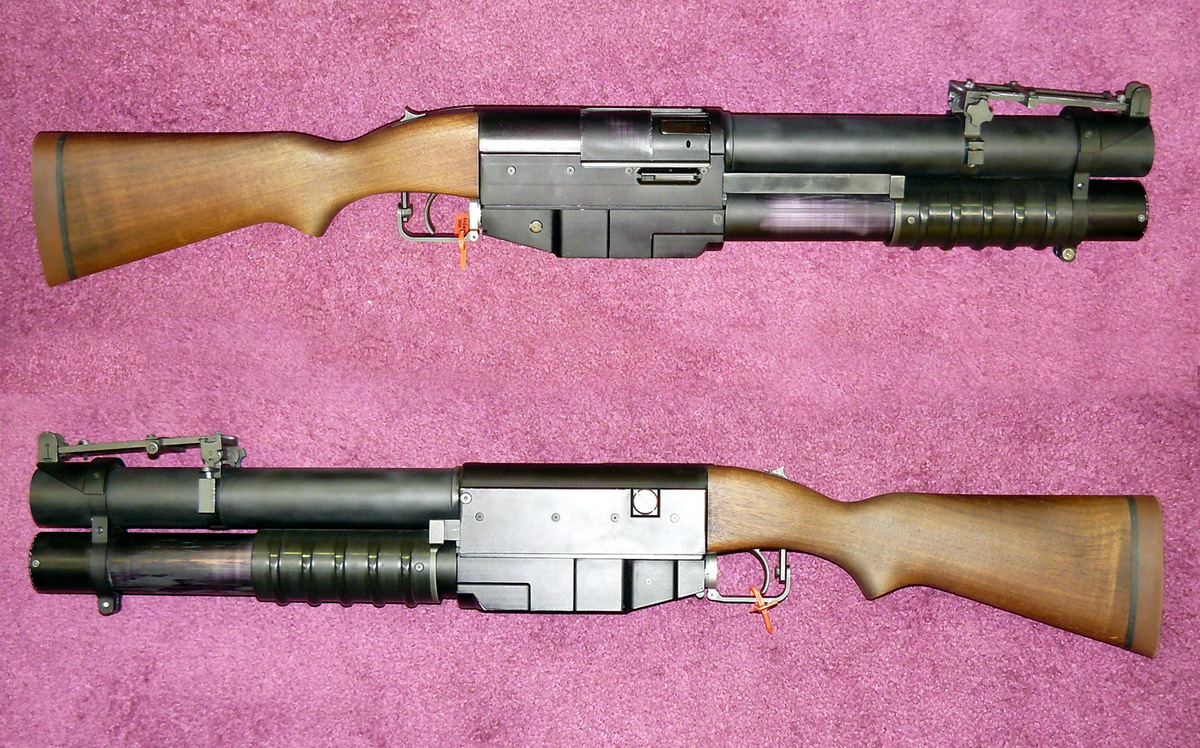
China Lake 40 mm Pump-Action Granatwerfer

Mit einem handgeführten Granatwerfer soll es dem Infanteristen ermöglicht werden, über größere Entfernungen Gegner mit Granaten zu bekämpfen, ohne sich dabei zu sehr exponieren zu müssen. Durch den indirekten Steilfeuerbeschuss können auch Gegner hinter Deckungen bekämpft werden. 
Mit einem automatischen Granatwerfer wird die Effektivität einer für Infanteriewaffen großkalibrigen Granate mit der Feuerkraft einer Maschinenkanone vereint. Dabei bleibt die Waffe, im Gegensatz zu Maschinenkanonen, begrenzt transportfähig, indem sie in mehreren Teilen transportiert wird.
Des Weiteren wird ein automatischer Granatwerfer auch als Bordkanone für leichte Militärfahrzeuge eingesetzt, die nicht oder nur bedingt in der Lage wären, eine Maschinenkanone zu führen.